# Гусєв Ігор Михайлович
Ігор Михайлович Гусєв 13 листопада 1970, Одеса, СРСР — український художник, поет, автор перформансів, фільмів, об'єктів та інсталяцій, учасник і організатор безлічі мистецьких акцій, лідер руху «Арт-рейдери», засновник андерграундної галереї «Норма».

## Біографічні відомості
Народився в 1970 році в Одесі.
Закінчив Одеське художнє училище імені М. Б. Грекова (живопис викладав Володимир Кріштопенко, малюнок Віталій Алікберов).
Постійний учасник великих виставкових проєктів, таких як «Рестарт», «Космічна Одіссея», «Незалежні», «20 років присутності», спецпроєкт Першої Київської міжнародної бієнале сучасного мистецтва ARSENALE 2012 «Подвійна гра», Одеська бієнале сучасного мистецтва, "Дні України у Великій Британії".
Лідер руху «Арт-рейдери».
Ігор Гусєв бере участь у виставках з початку 90-х і є представником Нової хвилі українського сучасного мистецтва. Заснував андерграундну галерею «Норма», яка проіснувала три роки.
У 2013 році увійшов до топ-25 «25 найуспішніших художників України» за версією арт-сайту
Живе та працює в Одесі

## Вибрані персональні виставки
- 2013 Платформи вічності, Dymchuk Gallery, Київ, Україна
- 2012 Симулятор сніжності, ЦСМ М17, Київ, Україна
- 2009 Кібер-Наїв, галерея Норма, Одеса, Україна
- 2008 Паузи хезитації, галерея Ательє Карась, Київ, Україна
- 2008 Естетика і дисципліна, галерея NT-art, Одеса, Україна
- 2007 Краще проти хорошого, галерея Kyiv.Fine Art, Київ, Україна
- 2006 Жалобинаспам, галерея L-art, Київ, Україна
- 2005 Травесті СРСР, галерея L-art, Київ, Україна
- 2004 Пріколофренія, галерея L-art, Київ, Україна
- 2002 Фюрер під контролем, галерея Совіарт, Київ, Україна
- 1998 Фальшстарт, галерея Тирс, Одеса, Україна
- 1997 Параноя чистоти, галерея Тирс, Одеса, Україна
- 1995 Братання, галерея Тирс, Одеса, Україна
- Dymchuk Gallery – приватна галерея сучасного мистецтва

## Вибрані групові виставки
- 2014 Мистецтво, що рятує, Мистецький Арсенал, Київ, Україна
- 2014 Батьківщина, журнал Фокус, Мистецький Арсенал, Київ, Україна
- 2014 The Show within the show, Мистецький Арсенал, Київ, Україна
- 2014 «I am a drop in the ocean», Künstlerhaus, Відень, Австрія
- 2014 «До польоту готовий?», Московський музей сучасного мистецтва, Москва, Росія
- 2014 Шевченкоманія, Мистецький Арсенал, Київ, Україна
- 2014 Вогонь любові, ЦСМ М17, Київ, Україна
- 2014 Засліплені красою, Інститут проблем сучасного мистецтва, Київ, Україна
- 2013 Індустріальний Едем, Інститут проблем сучасного мистецтва, Київ, Україна
- 2013 Modern Ukrainian artists, Saatchi Gallery, Лондон, Велика Британія
- 2013 BERLINER LISTE 2013, Берлін, Німеччина
- 2013 Одеська бієнале сучасного мистецтва, Одеса, Україна
- 2013 August Agenda, Dymchuk Gallery, Київ, Україна
- 2013 За версією Forbes, Міський музей «Духовні скарби України», Київ, Україна
- 2013 Одеська школа. Традиції та актуальність, Мистецький Арсенал, Київ, Україна
- 2013 Орієнтація на місцевості, Національний Художній музей України, Київ, Україна
- 2012 Жовті велетні, Художній музей, Одеса, Україна
- 2012 А поки — апокаліпсис …, галерея Худпромо, Одеса, Україна
- 2012 Подвійна гра. Спецпроєкт Першої Київської міжнародної бієнале сучасного мистецтва ARSENALE 2012. Мистецький Арсенал, Київ, Україна
- 2012 Середня нога, галерея NT-Art, Одеса, Україна
- 2012 Врятувати президента. Паралельна програма ARSENALE 2012, Dymchuk Gallery, Київ, Україна
- 2011 20 років присутності, Інститут проблем сучасного мистецтва, Київ, Україна
- 2011 Космічна Одісея. Мистецький Арсенал, Київ, Україна
- 2011 Незалежні, Мистецький Арсенал, Київ, Україна
- 2010 Топ 10 сучасних художників Одеси. Галерея ХудПромо, Одеса, Україна
- 2010 Нова людина, Міжнародний симпозіум Бірючий 0010, Запоріжжя, Україна
- 2009 Рестарт, Морський Арт-Термінал, Одеса, Україна
- 2009 Арт-Москва, галерея Колекція, Київ, Україна
- 2009 Вирваний світ, галерея Березницьких, Київ, Україна
- 2009 Ідеальний вік, галерея Колекція, Київ, Україна
- 2008 Квартирна виставка, галерея Березницьких, Берлін, Німеччина
- 2008 Love is, галерея Ра, Київ, Україна
- 2008 23 лютого, галерея Цех, Київ, Україна
- 2008 TOP-10 (2), галерея Kyiv.Fine Art, Київ, Україна
- 2007 TOP-10, галерея Kyiv.Fine Art, Київ, Україна
- 2005 Перевірка реальності, Український дім, Київ, Україна
- 2005 Кон'юнктивіт, галерея Ра, Київ, Україна
- 2004 Прощавай зброя, Мистецький Арсенал, Київ, Україна
- 2004 Епоха романтизму, Центральний будинок художника, Київ, Україна
- 2003 Цифрова Росія разом з SONY, Центральний будинок художника, Москва, Росія
- 2003 Перша колекція, Центральний будинок художника, Київ, Україна
- 2002 Юля нікуди не йшла, Музей західного і східного мистецтва, Одеса, Україна
- 2002 Полюби свій симптом, Центр сучасного мистецтва при НаУКМА, Київ, Україна
- 2002 За порогом, Центральний будинок Художника, Москва, Росія
- 2002 Kunst und drogen, галерея Rebellminds, Берлін, Німеччина
- 2002 Алергія, галерея Ра, Київ, Україна
- 2000 Виставка картин, Художній музей, Одеса, Україна
- 2000 Позитивна реакція, Музей західного і східного мистецтва, Одеса, Україна
- 1999 Пінакотека, Український дім, Київ, Україна
- 1998 Лабіринт, 2-я бієнале графіки, Прага, Україна
- 1995 Синдром Кандинського, Краєзнавчий музей, Одеса, Україна
- 1994 Простір культурної революції, Український дім, Київ, Україна
- 1992 Літо, Центральний будинок художника, Київ, Україна
- 1992 Штиль, Виставковий зал Спілки Художників України, Київ, Україна

## Аукціони
- Аукціон Phillips de Pury:
- Contemporary Art Day 29 червня 2012 — робота Club 27. Amy, 2010
- Contemporary Art Day 13 жовтня 2011 — робота Elvis returns, 2010
- Contemporary Art Part II 13 травня 2011 — робота Borat — Kazakhstan — Baikonur, 2010
- Contemporary Art Day 30 травня 2010 — робота Pyramid, 2009
- Аукціон Золотий перетин:
- Contemporary Art 28 квітня 2012 — Портик, 1994

## Цитати
"В Україні центр знаходиться в тому місці, де відбувається зосередження капіталу. І це місце — Київ. А Одеса — місто транзитне, через нього проходить безліч грошей і товарів, але тут не осідає. Природно, тут ніколи не буде центру мистецтва. Україна — це загадкова країна, досі не ясно, це ще Європа чи вже Азія. Коли відбудеться її самовизначення, центр легко знайдеться. Є всі передумови для того, щоб Україна була центром " — Ігор Гусєв, 2010.

## Посилення
- Официальный сайт Игоря Гусева
- Мастерская Игоря Гусева [Архівовано 18 листопада 2014 у Wayback Machine.]
- Работы Игоря Гусева на wwww.dymchuk.com [Архівовано 19 червня 2015 у Wayback Machine.]
- Недетский разговор. Игорь Гусев
- Самые дорогие работы украинских художников, проданные за год [Архівовано 19 червня 2015 у Wayback Machine.]
- Игорь Гусев читает «Винстон Мальборо Прилуки»
- Поэзия Игоря Гусева
- Igor Gusev at artlondon [Архівовано 19 червня 2015 у Wayback Machine.]

Уродженці Одеси